# Rinn & Cloos
Die Rinn & Cloos A. G., gegründet 1895 in Heuchelheim bei Gießen, war von den 1920er bis in die 1950er Jahre der größte Zigarren-, Zigarillo- und Tabakwarenhersteller Deutschlands mit zeitweilig über 5.000 Mitarbeitern. Die Firma wurde 1991 geschlossen.

## Geschichte

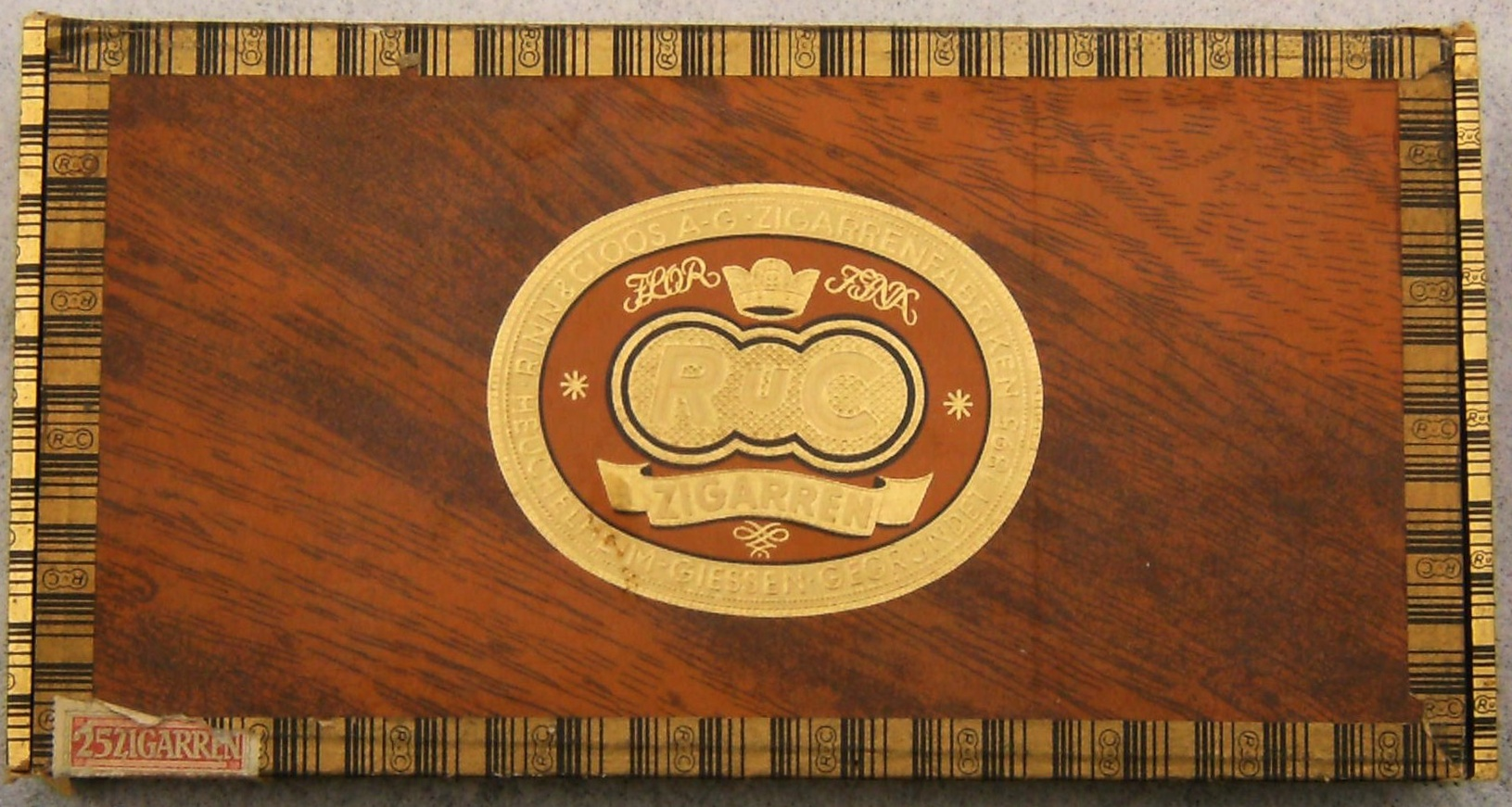
Zigarrenkiste von Rinn & Cloos um 1965.

Gießen und das Gießener Land hatte sich bereits ab Beginn des 19. Jahrhunderts zu einem der führenden Standorte der Zigarrenfabrikation in Deutschland entwickelt. Insofern ist die Gründung von Rinn & Cloos im Jahr 1895 als eine relativ späte Gründung einzuordnen.
Ludwig Rinn (1870–1958) hatte in der Heuchelheimer Zigarrenfabrik Busch & Mylius die Zigarrenfabrikation erlernt, bevor er 1895 den Schritt in die Selbstständigkeit machte. Als Kapitalgeber konnte er den Niddaer Holzhändler Heinrich Wilhelm Cloos (1856–1920) gewinnen – der Firmenname Rinn & Cloos war geboren; Ludwig Rinn führte den Betrieb jedoch von Anfang an alleine.
Bedingt durch das Einfuhrverbot für Rohtabake und die Zwangsbewirtschaftung während und nach dem Ersten Weltkrieg kam es vermehrt zu Kurzarbeit und zu zahlreichen Betriebsschließungen in der tabakverarbeitenden Industrie. 1919 musste auch Rinn & Cloos vorübergehend die Fabrikation am Stammsitz in Heuchelheim schließen und alle Arbeiterinnen und Arbeiter entlassen; Ludwig Rinns Kompagnon Heinrich Wilhelm Cloos hatte sich bereits 1917 aus der Firma zurückgezogen und war wenig später verstorben. Seit 1917 als Handelsgesellschaft geführt, wurde Rinn & Cloos 1920 in eine Familienaktiengesellschaft umgewandelt. Ab 1926 stiegen die Mitarbeiterzahlen wieder an, 1927 errichtete Rinn & Cloos eine Stiftung für Hinterbliebenenunterstützung und Pensionszuschüsse.
Das 1933 von der nationalsozialistische Reichsregierung als arbeitsmarktpolitisches Instrument erlassene Maschinenverbot für die Zigarrenindustrie bedeutete eine vollständige Rückumstellung der Zigarrenproduktion auf Handwickelung. Durch die dadurch steigenden Produktionskosten und die sich parallel etablierende Zigarette begann schleichend ein allgemeiner Niedergang der Zigarrenindustrie. Die ersten von einstmals über 30 Zigarren- und Tabaksfabriken im Gießener Land gaben in den 30er Jahren auf. Doch dank der geschickten Unternehmenspolitik Ludwig Rinns, welche die Übernahme von Konkurrenten in der Region – rentable Betriebe wurden weitergeführt, weniger rentable geschlossen – beinhaltete, wurden auch Firmen in Bünde und Minden in Westfalen erworben und die Firma so allmählich vom Branchenführer in Hessen zum Marktführer in Deutschland aufgebaut; der Standort Brotterode in Thüringen existierte bereits seit 1914.
Der Firmenverband umfasste nach 1930 auch Zigarrenfabriken, Tabakwaren-Großhändler und -Einzelhändler im gesamten Deutschen Reich – so die Havilla-Zigarrenfabriken in Heidelberg-Pfaffengrund mit zahlreichen Filialen in Nordbaden und Unterfranken, die Gyscar-Zigarrenfabriken und die Tabakwaren-Einzelhandelskette Palm in Berlin sowie nach 1962 eine Beteiligung am Zigarren-Hersteller Bruns bey Rhein in Sandhausen bei Heidelberg mit seinen 26 Filialen in Baden und Oberfranken.
Mit Beginn des Zweiten Weltkrieges 1939 erfolgte eine Lockerung des Maschinenverbots, da durch den Kriegseinsatz der Männer und die zunehmende Dienstverpflichtung der Frauen sehr bald Arbeitskräfte fehlten, doch fehlende Rohstoffe erzwangen bald eine radikale Drosselung der Produktion.
Der Versuch, im Jahr 1941 in die Elsässische Tabakmanufaktur einzusteigen, scheiterte, obwohl Hans Rinn – der Neffe von Ludwig Rinn – damals Leiter der Börsenabteilung der mit den Verhandlungen beauftragten Dresdner Bank war.
Zwar gab es Mitte der fünfziger Jahre nochmals einen kurzzeitigen Aufschwung, doch bedingt durch den tiefgreifenden Wandel im Tabakkonsum – weg von Zigarre und Pfeife hin zur Zigarette – war das Ende der Zigarrenherstellung unausweichlich. 1991 kam das Aus für Hessens letzte Zigarrenfabrik: Rinn & Cloos wurde an den Mitbewerber Dannemann Cigarrenfabrik verkauft und Ende März 1992 endgültig geschlossen.
Im Jahr 1994 gründete Steffen Rinn, der Enkel Ludwig Rinns, unter dem Namen Don Stefano eine neue Zigarrenmanufaktur in Heuchelheim und setzt so die familiäre Tradition von Rinn & Closs wie auch der Zigarrenmacherei im Gießener Land fort.

## Filialfabriken

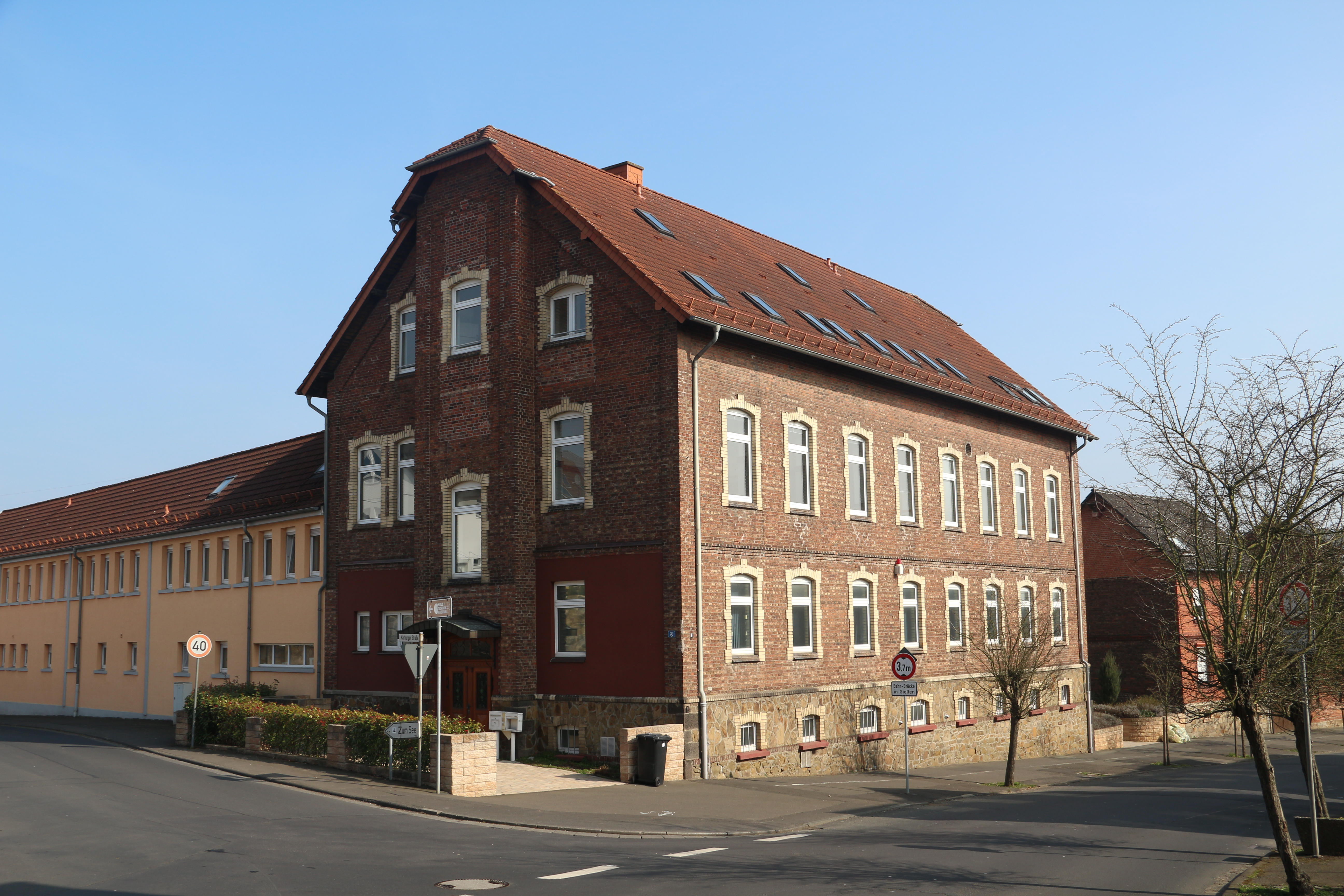
Ehem. Filialfabrik in Wißmar

Mit steigender Nachfrage errichtete Rinn & Cloos Filialfabrikationen – zunächst im Gießener Umland, später auch in entfernteren Orten. In den Dörfern führte die Ansiedlung von Zigarrenfabriken zu einer erheblichen Veränderung der Erwerbssituation, waren es doch meist die ersten gewerblichen Arbeitsplätze für Frauen, die so entstanden: Frauen waren geschickt und – obwohl sie einen geringeren Lohn erhielten als Männer – froh über eine Verdienstmöglichkeit vor Ort. Innerhalb weniger Jahre waren die Zigarrenmacherinnen zahlenmäßig den Männern weit überlegen und bis in die 1950er-Jahre war es in vielen Dörfern der Region um Gießen eine Selbstverständlichkeit, dass der Weg eines Mädchens nach der Schule in die Zigarrenfabrik führte.
1950 bestanden Filialfabrikationen in:
Heutiger Landkreis Gießen:
- Alten-Buseck (heute zu Buseck): 1934 erwarb Rinn & Cloos die Zigarrenfabrik C. Emmelius, die ihren Sitz in der Brandsburg hatte. 1960 wurde das Gebäude um einen modernen Anbau erweitert. Bis Anfang der 1960er-Jahre wurden ausschließlich Zigarren in Handarbeit hergestellt. Später produzierten zwölf Maschinen bis zu 15.000 Zigarillos täglich. 1984 wurde die Filialproduktion in Alten-Buseck geschlossen[2].
- Daubringen (heute zu Staufenberg)
- Fellingshausen (heute zu Biebertal): zwei Betriebe
- Frankenbach (heute zu Biebertal)
- Garbenteich (heute zu Pohlheim)
- Großen-Linden (heute zu Linden)
- Hausen (heute zu Pohlheim)
- Königsberg (heute zu Biebertal): ab 1907
- Krofdorf (heute zu Wettenberg)
- Krumbach (heute zu Biebertal)
- Launsbach (heute zu Wettenberg)
- Londorf.(heute zu Rabenau)
- Naunheim (heute zu Wetzlar)
- Rodheim (heute zu Biebertal)
- Rödgen: um 1900 eröffnet, geschlossen vor 1950.[3]
- Ruttershausen (heute zu Lollar)
- Staufenberg
- Treis an der Lumda (heute zu Staufenberg)
- Vetzberg (heute zu Biebertal)
- Watzenborn-Steinberg (heute zu Pohlheim)
- Wieseck (heute zu Gießen)
- Wißmar (heute zu Wettenberg)

Heutiger Lahn-Dill-Kreis:
- Atzbach
- Dorlar (heute zu Lahnau)
- Dutenhofen (heute zu Wetzlar)
- Erda (heute zu Hohenahr)
- Hochelheim (heute zu Hüttenberg)
- Offenbach (heute zu Mittenaar)
- Waldgirmes (heute zu Lahnau)

Heutiger Landkreis Marburg-Biedenkopf:
- Endbach (heute Bad Endbach)
- Hartenrod (heute zu Bad Endbach)
- Lohra: Ein erster Filialbetrieb wurde 1916 eröffnet, ein zweiter folgte im Jahr 1929.
- Weidenhausen (heute zu Gladenbach): 1916 bis Ende der 1970er-Jahre.

Größere Betriebe befanden sich in
- Brotterode (Thüringen): Filialfabrikation ab 1914 in der Steinbachstraße, 1919 wurden die Gebäude der Firma Hosse & Witte in der Oberen Straße dazugekauft. Bis zum Beginn des Zweiten Weltkriegs war die Zigarrenherstellung einer der Haupterwerbszweige in Brotterode[4].
- Bünde und
- Minden in Westfalen.

## Marken

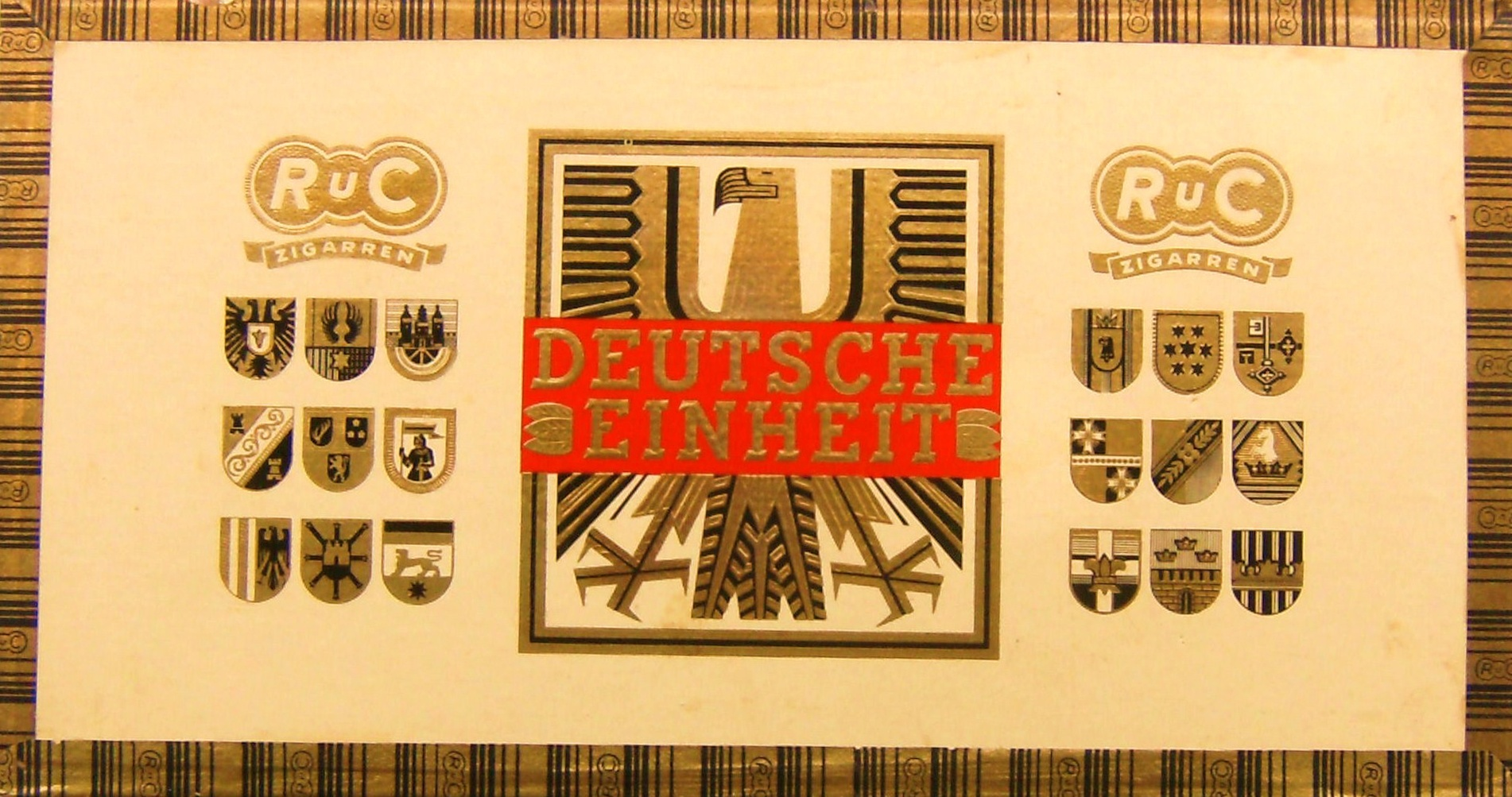
„Deutsche Einheit“ 50 Pfennig – Zigarrenkiste von Rinn & Cloos um 1965.

Die von der Firma Rinn & Cloos hergestellten Zigarren kamen über die Jahre unter unzähligen Namen auf den Markt, die sich sowohl am Zeitgeschmack wie auch an Identifikationsobjekten bestimmter Zielgruppen orientierten. Eine kleine Auswahl: Bank of England, Churchill, Deutsche Einheit, Festglanz, Goldgräber, Liebesreigen, Lufthansa, Machthaber (mit Bildnis vom „Alten Fritz“), Platzhirsch, Prinzessin Sonnenschein, Rackelhahn, Schwarzwild, Stahl und Eisen, Tropenpracht.

## Engagements außerhalb der Tabakbranche
Das unternehmerische Interesse Ludwig Rinns blieb nicht auf die Tabakbranche beschränkt. 1932 ersteigerte er die Konkursmasse der Gießener Maschinenfabrik Heyligenstaedt AG und führte sie ab 1934 unter der dem Namen Firma Heyligenstaedt & Comp. Werkzeugmaschinenfabrik GmbH weiter.
1948 erwarb er die ursprünglich in Riga beheimatete und 1945 in Wetzlar neu gegründete Kamerafabrik Minox; die Produktionsstätte verlagerte er auf das Betriebsgelände der Zigarrenfabrik Rinn & Cloos in Heuchelheim.
Im Zuge des Niedergangs der Zigarrenfabrikation gerieten auch diese Unternehmen in die roten Zahlen: 1986 wurde Heyligenstaedt an einen koreanischen Investor verkauft, 1988 musste auch Minox Vergleich beantragen. Beide Unternehmen konnten allerdings die Turbulenzen überwinden.